# Tisbury (Wiltshire)
Pour les articles homonymes, voir Tisbury.
Tisbury est un village et une paroisse civile située à environ 20 km à l'ouest de Salisbury dans le Wiltshire en Angleterre.
Sa population était de 2 253 habitants en 2011.